# Улица Красных Командиров (Екатеринбург)

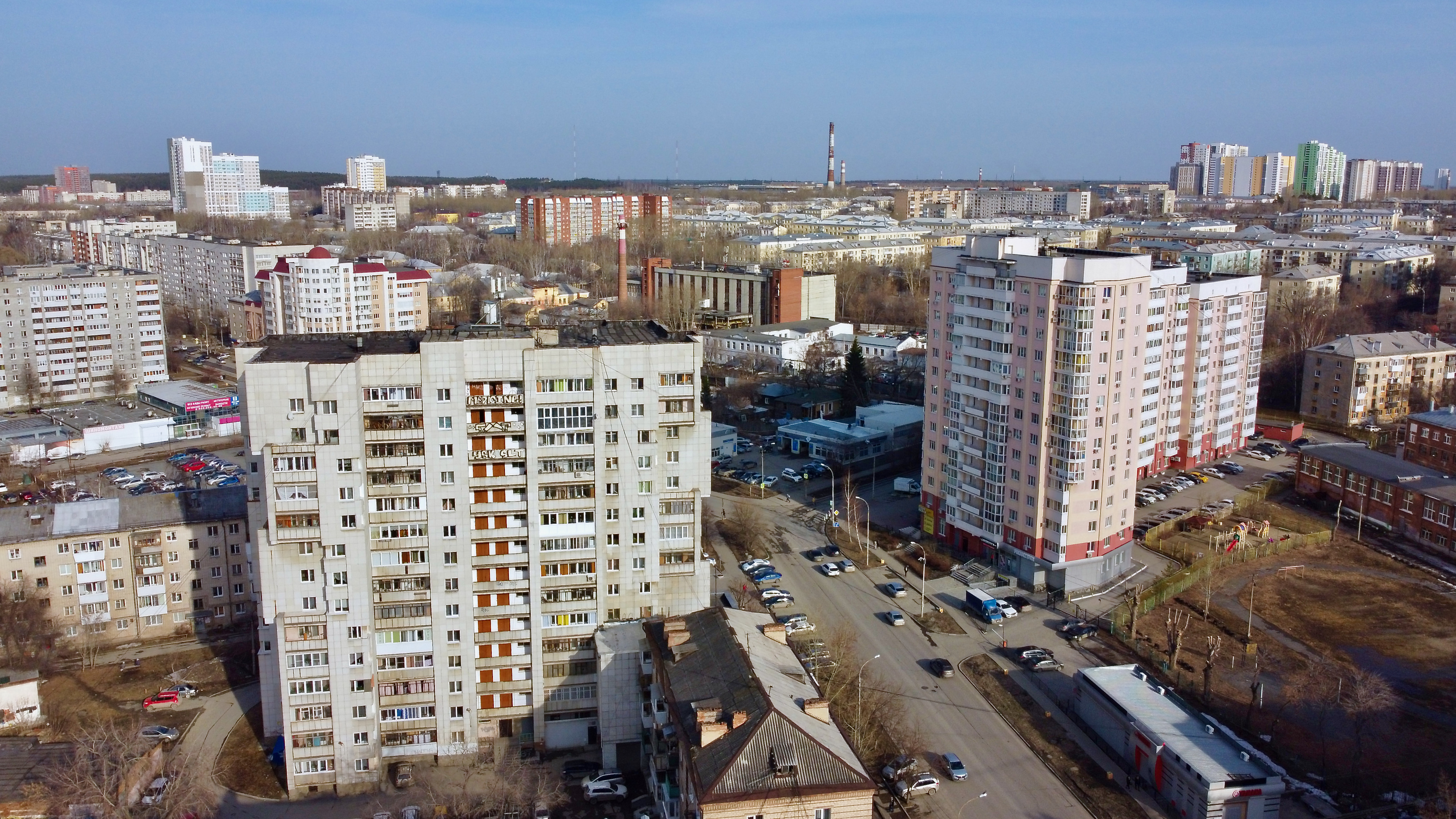
Вид со стороны проспекта Космонавтов

Улица Кра́сных Команди́ров (бывшая улица Восто́чное Кольцо́) — одна из основных улиц Орджоники́дзевского района (жилые микрорайоны Эльма́ш, Уралма́ш) Екатеринбурга, которая вместе с улицей Победы образует важную транспортную магистраль, пересекающую Орджоникидзевский район с запада на восток. На западе начинается от проспекта Космонавтов; на востоке заканчивается Т-образным перекрёстком с улицей Ползунова. После проспекта Космонавтов переходит в улицу Победы.

## История и архитектура
В начале 2000-х годов начался снос частных жилых домов в районе улиц Донская — Таганская, с возведением двух 10-ти этажных жилых домов (№ 104, № 106) с подземным гаражом.
В 2008 году началось возведение нового жилого комплекса в кварта́ле улиц Шефская — Красных Командиров — Донская — Лобкова, со сносом старых 8-ми квартирных кирпичных домов барачного типа. Однако компания «Спецпромцентр», взявшаяся за строительство данного жилого комплекса, на сегодняшний день возвела только 3-ри этажа одного из домов, а сама история со строительством получила широкую огласку в связи с очередным делом об обманутых дольщиках.
Преобладавший долгое время частный жилой сектор сегодня сохранился только в самом конце улицы, на отрезке между улицами Таганская — Ползунова.

## Нумерация домов
Нумерация домов приведена на основе электронного справочника 2ГИС.
| Квартал                              | Чётная сторона | Нечётная сторона |
| ------------------------------------ | -------------- | ---------------- |
| Просп. Космонавтов — ул. Бабушкина   |                | 1—1a             |
| Ул. Бабушкина — ул. Стачек           | 12—22          | 3                |
| Ул. Стачек — ул. Старых Большевиков  | 32             | 11—11a           |
| Ул. Старых Большевиков — Шефская ул. | 72             | 17—29            |
| Шефская ул. — Донская ул.            | 74—84          | 39—53            |
| Донская ул. — Таганская ул.          | 92—106         | 75—75а           |
| Танагская ул. — Даниловская ул.      | 120            | 77—91            |
| Даниловская ул. — ул. Ползунова      | 126—132        | 95—107           |

| Жилые дома в квартале Шефская ул. — Донская ул. |  |  |  |
|                                                 |  |  |  |

| Недостроенный дом на углу Шефской ул. и ул. Красных Командиров |  |  |  |
|                                                                |  |  |  |

## Транспорт
Автомобильное движение на всём протяжении улицы двустороннее. Ширина проезжей части около 6 м. Имеется по одной полосе для движения транспорта в каждом направлении. Исключением является небольшой участок (около 150 м) между улицей Бабушкина и Проспектом Космонавтов, где проезжая часть значительно шире и имеет по 2—3 полосы для каждого направления.

### Наземный общественный транспорт
Движение наземного общественного транспорта по улице не осуществляется. Улица легко доступна с остановок всех видов общественного транспорта, маршруты которого проходят по проспекту Космонавтов, улицам Старых Большевиков, Энтузиастов, Таганской.

### Ближайшие станции метро
В 420 метрах южнее от начала улицы находится станция 1-й линии Екатеринбургского метрополитена  Уралмаш. Конечный участок улицы метрополитеном не охвачен.